# Александар Бошковић (редитељ)
Александар Ацо Бошковић (Пула, 18. септембар 1952) је југословенски и српски режисер.

## Биографија
Рођен је 1952. године у Пули. Широј јавности познат је као редитељ српског филма Последњи круг у Монци. Током своје каријере режирао је ТВ филм Ко чека дочека из 2002. године, а био је и извршни продуцент серије ТВ Бинго шоу из 2008. године. Добитник је Награде за животно дело на Међународном фестивалу спортског филма на Златибору 2013. године.